# Новрузов, Аганазар Сафа оглы
Аганазар Сафа оглы Новрузов (азерб. Ağanəzər Sәfa oğlu Novruzov; род. 1 января 2005, Баку) — азербайджанский борец вольного стиля, выступающий в весовой категории до 74 кг. Бронзовый призёр чемпионата Европы 2025 года, серебряный призёр чемпионата Европы среди спортсменов до 23 лет (2025), чемпион Азербайджана среди взрослых (2024), бронзовый призёр чемпионата мира среди спортсменов до 20 лет (2024), чемпионата мира и Европы среди спортсменов до 17 лет (2022).

## Биография
Аганазар Сафа оглы Новрузов родился 1 января 2005 года в Баку. В 3 года начал заниматься спортивной гимнастикой, а после перешёл на вольную борьбу. Интерес к борьбе проявился у Новрузова благодаря отцу. С 7 лет занимается борьбой у Эльшада Аллахвердиева.
Учился в средней школе № 23 имени Тахира Гасанова. В ноябре 2016 года на VIII Республиканских играх среди спортивных школ в Балакене Аганазар Новрузов занял первой место в вольной борьбе в весовой категории до 42 кг.
В мае 2022 года Новрузов выиграл золото на международном турнире по борьбе «Кубок Победы» среди юношей в Анталии в весовой категории до 71 кг.
В июне 2022 года Новрузов стал бронзовым призёром чемпионата Европы среди спортсменов до 17 лет в Бухаресте, а через месяц также выиграл бронзу чемпионата мира среди спортсменов до 17 лет в Риме.
В декабре 2023 года выиграл серебро на чемпионате Азербайджана, уступив в финале Джабраилу Гаджиеву.
В сентябре 2024 года в Понтеведре стал бронзовым призёром чемпионата мира среди спортсменов до 20 лет.
В декабре 2024 года впервые выиграл чемпионат Азербайджана, одолев в финале Джабраила Гаджиева.
В марте 2025 года выиграл серебро чемпионата Европы среди спортсменов до 23 лет в Тиране.
В апреле 2025 года на чемпионате Европы в Братиславе в весовой категории до 74 кг завоевал бронзовую медаль. В полуфинале он уступил Чермену Валиеву из Албании, а в схватке за третье место одолел соперника из Болгарии Рамазана Рамазанова.